# Cuadrilla del Tozo

Cuadrilla del Tozo en el Partido de Villadiego al noroeste de la provincia

La Cuadrilla del Tozo es una comarca de la provincia de Burgos en Castilla y León (España). Se sitúa al noroeste de la provincia en el páramo de La Lora y está recorrida por los ríos Rudrón en la cuenca del Ebro y Úrbel en la del Duero. Los montes de Peña Amaya al sur, el valle de Valderredible al norte y el Valle de Sedano  y Valle del Rudrón al este. 

## Comarca
Los trece lugares, un barrio y una venta que lo componen pertenecen actualmente a los municipios de Basconcillos del Tozo (10), Úrbel del Castillo (2) y Montorio (1).

## Historia
Formaba parte del Partido de Villadiego, uno de los catorce que formaban la Intendencia de Burgos, durante el periodo comprendido entre 1785 y 1833, en el Censo de Floridablanca de 1787.

### Lugares
Jurisdicción de señorío siendo su titular el duque de Frías.
- Arcellares, de señorío, alcalde pedáneo.
- Barriopanizares, de señorío, alcalde pedáneo.
- Basconcillos, de señorío, alcalde pedáneo.
- Fuente Úrbel, de señorío, alcalde pedáneo.
- Montorio, de realengo y de señorío, alcalde pedáneo.
- La Nuez de Arriba, de realengo y de señorío, alcalde pedáneo.
- La Piedra, de señorío, alcalde pedáneo.
- Prádanos del Tozo, de señorío, alcalde pedáneo.
- Quintana del Pino[1]
- San Mamés de Abar, de señorío, alcalde pedáneo.
- Santa Cruz, de señorío, alcalde pedáneo.
- Talamillo, de señorío, alcalde pedáneo.
- Trashaedo, de señorío, alcalde pedáneo.
- Úrbel del Castillo, de realengo y de señorío, alcalde pedáneo, con su barrio de Arriba.

### Ventas
- del Tozo, de señorío.

## Demografía
En el año 2006 la comarca contaba solo con 593 habitantes, correspondiendo 326 al municipio de Basconcillos, 172 al de Montorio y 95 al de Úrbel. La localidad más poblada es Montorio con 172 habitantes.

## Reagrupamiento
Entre el censo de 1857 y el anterior, crece el término del municipio porque incorpora a 095004 Arcellares, 095012 Barrio Panizares, 095057 Hoyos del Tozo, 095098 Prádanos del Tozo, 095131 San Mamés de Abar, 095151 Talamillo del Tozo y 095159 Trashaedo.
Entre el censo de 1981 y el anterior, crece el término del municipio porque incorpora a 09264 La Piedra. Con anterioridad a esta incorporación el municipio tenía una extensión superficial de 8927 hectáreas.
El municipio 09264 La Piedra, entre el censo de 1857 y el anterior, crece porque incorpora a 095048 Fuente Úrbel, 095114 La Rad y 095140 Santa Cruz del Tozo. Luego pasó a integrarse en el municipio 09045 Basconcillos del Tozo. El conjunto formado por las cuatro localidades tenía una extensión superficial de 3173 hectáreas y contaba con 95 hogares y 376 vecinos.